# Антоній Патек
Антоній Норберт Патек (пол. Antoni Norbert Patek, фр. Antoine Norbert de Patek; 14 травня 1881, Пяски — 1 березня 1877, Женева) — польський годинниковий майстер, засновник швейцарської годинникової компанії Patek Philippe. Вартість бренду Patek Philippe на 2014 рік була оцінена в 1579 мільйонів швейцарських франків, що робить його п'ятим у рейтингу брендів швейцарських годинників.

## Біографія
Народився поблизу Любліна в Варшавському герцогстві, батьками його були Анна та Йоахим Патек з родовим гербом Правдич. Коли Антонію виповнилося 10 років, він разом із батьками переїхав до Варшави. Батько помер 7 квітня 1828 року.
1 березня 1828 року 16-річний Антоній вступив до польського 1-го полку кінних стрільців. Він брав участь у листопадовому повстанні проти російського правління, під час якого двічі був поранений. 27 лютого 1831 року за його героїчні вчинки Патек отримав підвищення до старшого лейтенанта бригади «1 серпня», а 3 жовтня того ж року був нагороджений хрестом Virtuti Militari. Після поразки повстання — як і багатьох інших офіцерів та солдатів Польської армії — йому довелося емігрувати.
Коли масштабна еміграція завершилася переїхав в Францію в 1832. Через тиск який чинила Російська імперія на Францію стосовно польських емігрантів він був змушений переїхати в Швейцарію.

## Історія компанії Patek & Co
1 травня 1839 року, у Женеві, Антоні Патек разом із ще одним поляком-емігрантом, Францішком Чапеком (фактично чеського походження), талановитим годинниковим майстром з Варшави, створили свою власну мануфактуру, що виробляла годинники Patek, Czapek & Co. Компанію також фінансово підтримували її перші робітники, серед яких були годинникові майстри з Польщі: Вавжинець Гостковський, Вінцентій Гостковський і Владислав Бандурський. Перші кишенькові годинники виготовлялися за індивідуальними замовленнями. Переважно молода фірма в своїй мистецькій продукції відображала теми з польської історії та культури, такі як портрети героїв революції. Одні з перших годинників під новим брендом були подаровані королеві Вікторії під час Всесвітньої виставки 1851 року у Кришталевому палаці. Але через наростаючі непорозуміння між двома друзями їхня компанія розпалася. Через це в 1842 він заснував нову компанію вже самостійно, і назвав її Patek & Co. (1845—1851). 15 травня 1845 року місце, вільне після Чапека, зайняв 30-річний французький годинниковий майстер Адріан Філіпп, який у 1842 році винайшов заводний механізм без ключа. 1 січня 1851 року Patek & Co. перетворилася на Patek Philippe & Co. Компанія розпочала масове виробництво кишенькових годинників. Після смерті Антонія компанія змінила своїх власників вже декілька разів.